# Älvkroksvallen

Älvkroksvallen är en fotbollsanläggning i Deje som har fyra gräsplaner. Belysning finns på två av fyra planer. Älvkroksvallen nyttjas i första hand av Deje idrottsklubb som äger vallen men även av skolor. "A-plan" har ett mycket fint och tjockt gräs vilket beror på att Klarälven en gång i tiden har runnit där.
"Kroken" som vallen kallas i folkmun, ligger norr om villaområdet Dejefors västra i Deje och har längst ut på västra sidan utsikt över Klarälven, medan skog omfamnar arenan på de östra och norra sidorna. Området kallas nu för Älvkroken. Namnet Älvkroksvallen kommer dock från de hus som ligger på andra sidan älven, vid Tjärnheden där älven gör en krok. 